# BlueJ
BlueJ je volně šiřitelné multiplatformní vývojové prostředí vyvinuté speciálně pro výuku objektově orientovaného programování v jazyce Java. Umožňuje studentům navrhovat diagram tříd vyvíjené aplikace ve zjednodušené verzi jazyka UML. Hlavní výhodou BlueJ je jeho interaktivnost – umožňuje vytvářet instance jednotlivých tříd, zasílat jim zprávy a volat jejich metody.
Prostředí BlueJ bylo vyvinuto v druhé polovině devadesátých let Michaelem Köllingem a Johnem Rosenbergem. V současné době (leden 2016) je dostupné ve verzi 3.1.6.
O programování v tomto prostředí vyšly nejméně 3 knihy:
- česky Rudolf Pecinovský: Myslíme objektově v jazyku JAVA, 2. vyd.
- česky Rudolf Pecinovský: OOP: Naučte se myslet a programovat objektově
- anglicky David J. Barnes & Michael Kölling: Objects First with Java (A Practical Introduction using BlueJ), 4th ed